# Mascarin, jardin botanique de La Réunion
Mascarin, jardin botanique de La Réunion situé dans les hauts de Saint-Leu, est un jardin botanique implanté sur l’ancien domaine agricole de la famille de Chateauvieux, au lieu-dit "Les Colimaçons".
La collectivité départementale devient propriétaire du site en 1987 et délègue sa gestion à l’association Conservatoire Botanique National de Mascarin. Depuis 2014, le département de la Réunion a repris la gestion du jardin et toutes activités liées au public et à la gestion des collections. Cependant, le Conservatoire mène toujours des missions scientifiques sur le domaine. Ainsi, les deux entités travaillent donc en cohérence et complémentarité.
Aujourd'hui le site est une structure touristique qui propose la découverte du patrimoine naturel de l'île à travers la richesse, la diversité et la fragilité de la flore réunionnaise. En mars 2019, il a obtenu le label Jardin remarquable.

## Historique
Ce domaine faisait partie de la vaste propriété agricole du marquis Joseph Antoine Sosthènes d'Armand de Chateauvieux et de sa descendance achetée en 1857. Trois générations y vécurent. Le marquis, ingénieur agronome de formation, s'installa à La Réunion pour développer l'activité sucrière auprès de Charles Desbassayns à Saint-Gilles les Hauts. Au XIXe siècle, le domaine s'étendait sur 660 hectares à 500m d'altitude. L'activité agricole était fondée sur la canne à sucre, le géranium, des cultures vivrières, du thé ou encore du coton. Il y avait même une production de cidre, d'huile et de bière. Étant croyants, le marquis et sa famille entreprirent l'édification de l’église du Sacré Cœur en 1860 , elle sera achevée en 1863. Le marquis y est enterré.
En 1986, le domaine et les bâtiments très délabrés sont vendus au département de La Réunion par l'arrière petite-fille, Marie-Thérèse de Chateauvieux. La rénovation des bâtiments respecte l'architecture créole traditionnelle. L'inauguration a lieu en 1991.

## Le domaine aujourd'hui
Cette propriété s'étend sur 9 hectares et est composée du jardin, atout principal du domaine, mais aussi d'autres structures telles que la villa, le restaurant, le bassin et l'ancienne forge qui sont aussi des attraits touristiques. Les locaux du conservatoire ne se visitent pas.

### La villa

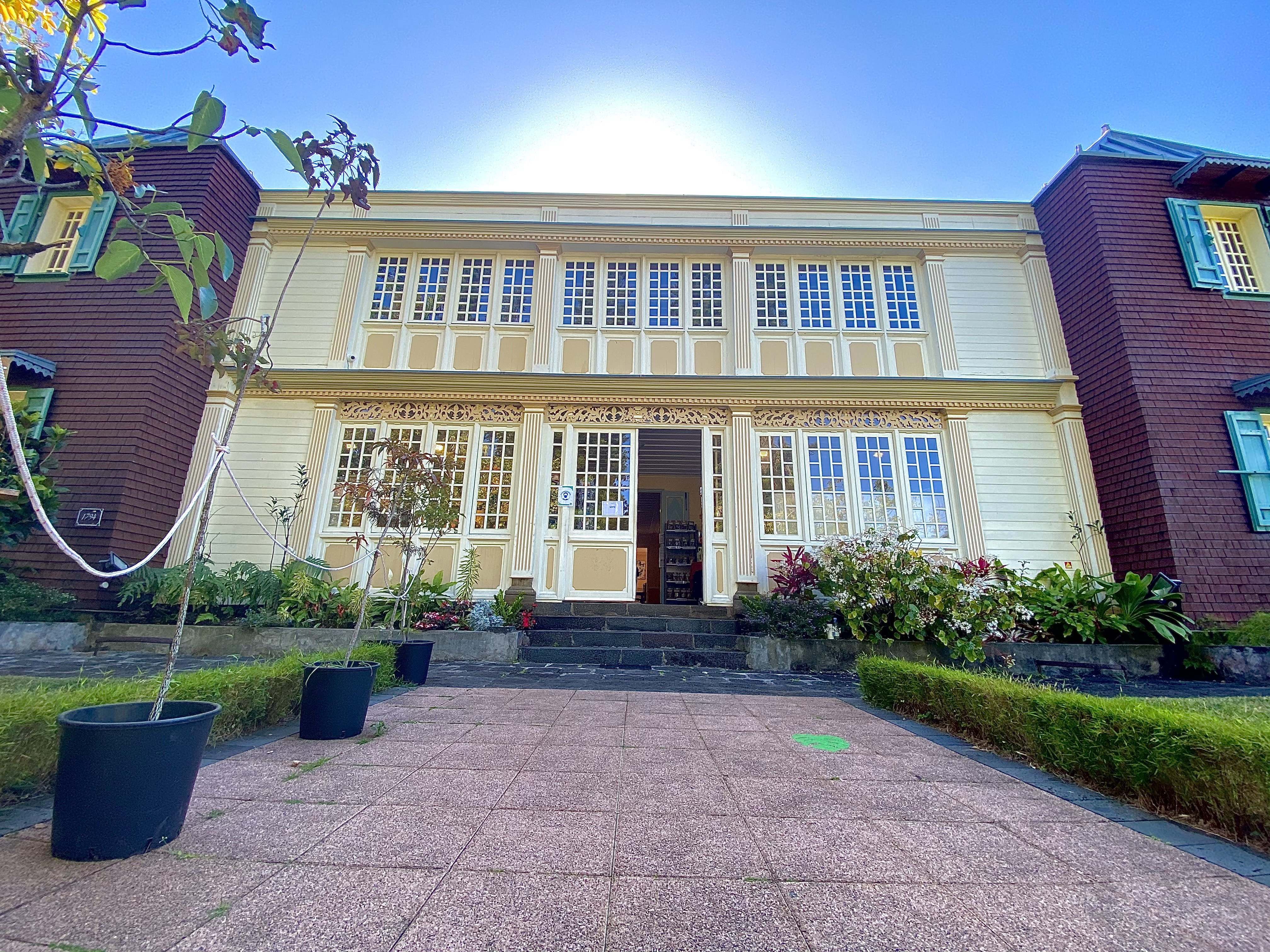
Façade ouest, entrée principale

À l'origine, le bâtiment principal servait de poste de vigie : deux tours reliées par une petite passerelle. Ces tours permettaient de surveiller la côte ouest, entre Piton Saint-Leu et Saint-Gilles, et de donner l'alerte à la batterie de Sans-Culottes en cas d'arrivée de bateaux anglais ennemis. Datant de 1794, ces tours sont à la base de la maison d'habitation de la famille. Leur charpente est en bois de fer. De nombreux aménagements pour pouvoir loger celle-ci sont réalisés, jusqu'à obtenir 36 pièces. La forme actuelle de la villa remonte à 1931. Les murs de la maison sont recouverts de bardeaux, autrefois en bois de Tamarin des Hauts, aujourd'hui en bois exotique traité. Le toit est en zinc depuis les années 80, les bardeaux n'ayant pas résisté aux intempéries.
Au-dessus de l'entrée principale de la villa, on peut observer les armoiries de la famille de Chateauvieux telles que le croissant d'argent signe de conquête, l'échiquier qui représente un champ clos d'un combat non sanglant, puis le taureau symbole de la force et des travaux champêtres ainsi que la couronne et les fleurs de lys qui symbolise la marque de noblesse du marquis,.
L'accès se fait par un long escalier bordé de végétaux variés dominés par des araucarias et obéissant à une mise en scène majestueuse.
Le rez-de-chaussée se visite, on y trouve une boutique, quelques pièces dédiées à des expositions temporaires, une chambre et un bureau d'époque.

### Le restaurant
Le restaurant actuel nommé Le Vieux pressoir, était l'ancienne cuisine de la famille. Comme la plupart des maisons créoles à La Réunion, les cuisines étaient toujours séparées de la maison principale pour pouvoir l'épargner en cas d'incendie.
Au niveau des terrasses du restaurant qui étaient anciennement la porcherie et le poulailler se trouve un pressoir à pommes. Grâce à ce pressoir, la famille se mit à fabriquer du cidre avec les pommes qui provenaient d'une des plantations du marquis.

### Le bassin

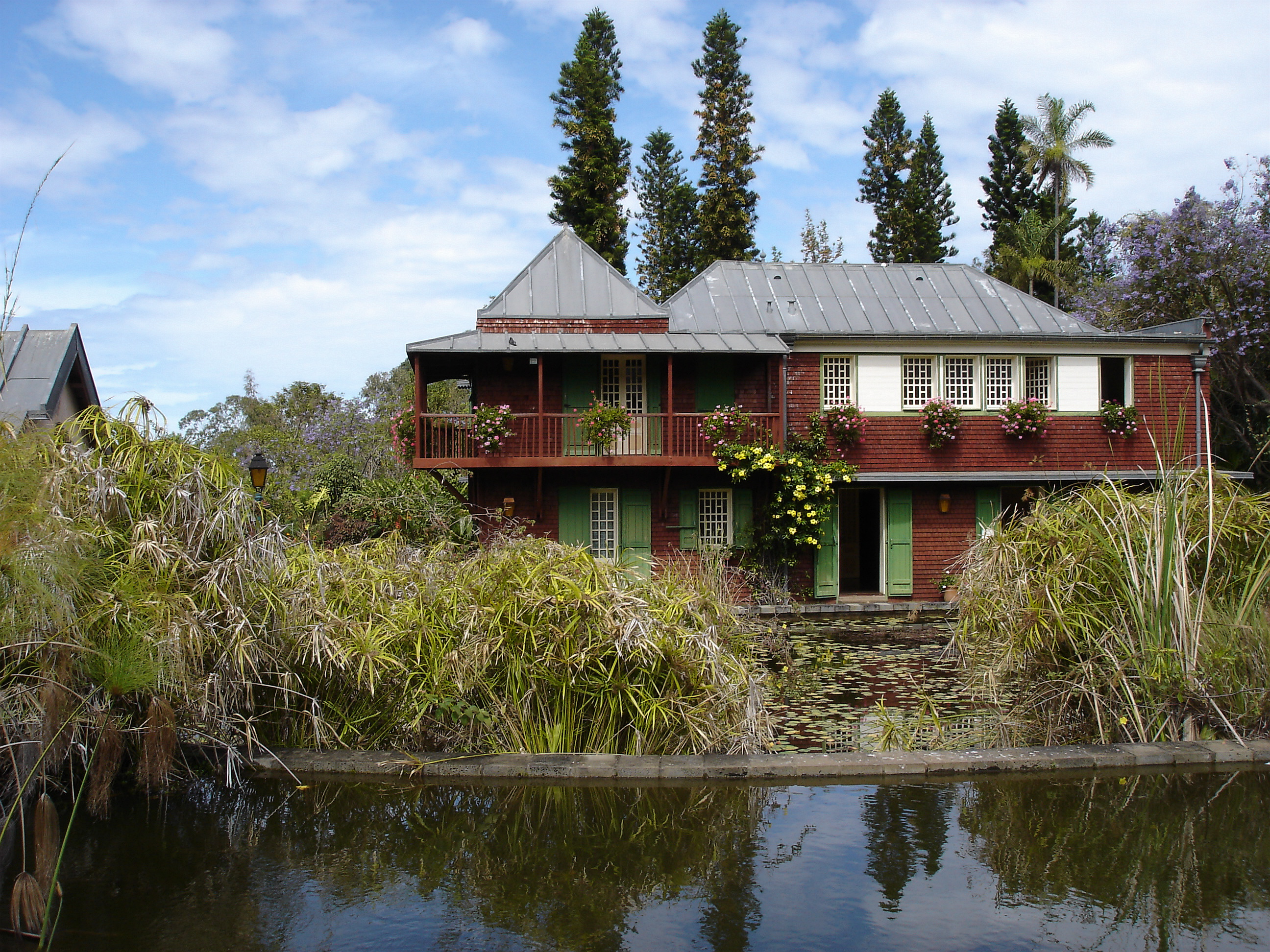
Maison vue de la cour intérieure avec le bassin au premier plan

Derrière la villa, là où la famille garait les charrettes de cannes, ses carrioles, puis ses voitures, un bassin en demi-cercle a été installé depuis, contenant des nénuphars, des papyrus et des carpes koï. 

### L'ancienne forge
De part et d'autre de l'ancienne forge située face à la villa, il y avait une étable et une écurie, remplacées aujourd'hui par l'exposition permanente Flore Mascarine. L'ancienne fosse à fumier abrite la collection Fougères et Orchidées.

## Collections botaniques
La visite du jardin botanique comprend plusieurs sections mettant en valeur les collections créées au fil des années par le Conservatoire botanique.
- La collection Caféiers du monde a pour but de préserver la diversité génétique des caféiers, on y recense plus d'une trentaine d'espèce de caféiers sauvages originaires d’Afrique, de Madagascar, des Mascareignes et des Comores.

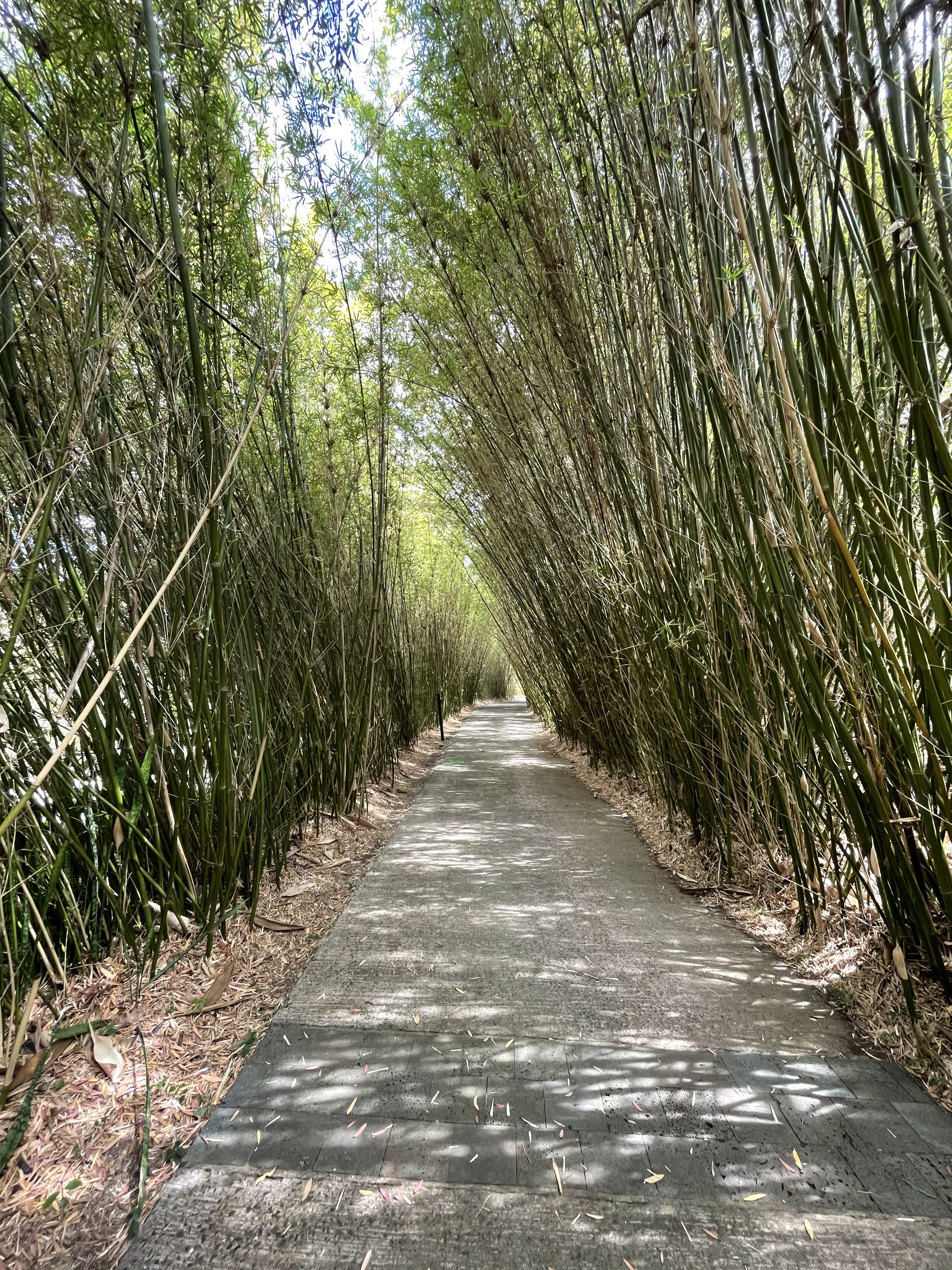
L'allée de bambous

- L'allée de bambousLa collection de la Ravine Bambou propose de cheminer sous une haie de bambous exotiques.

- La collection Plantes Lontan retrace les grandes étapes de l’occupation des terres et de la déforestation, avec un parcours chronologique balisé par les principales plantes d'intérêt agricole (coton, tabac, café, épices, canne à sucre, géranium…) introduites à La Réunion. Au sein de cette collection on trouve un boucan, habitat rural traditionnel ainsi qu'un vieil alambic, pour produire de l'essence de géranium rosat.

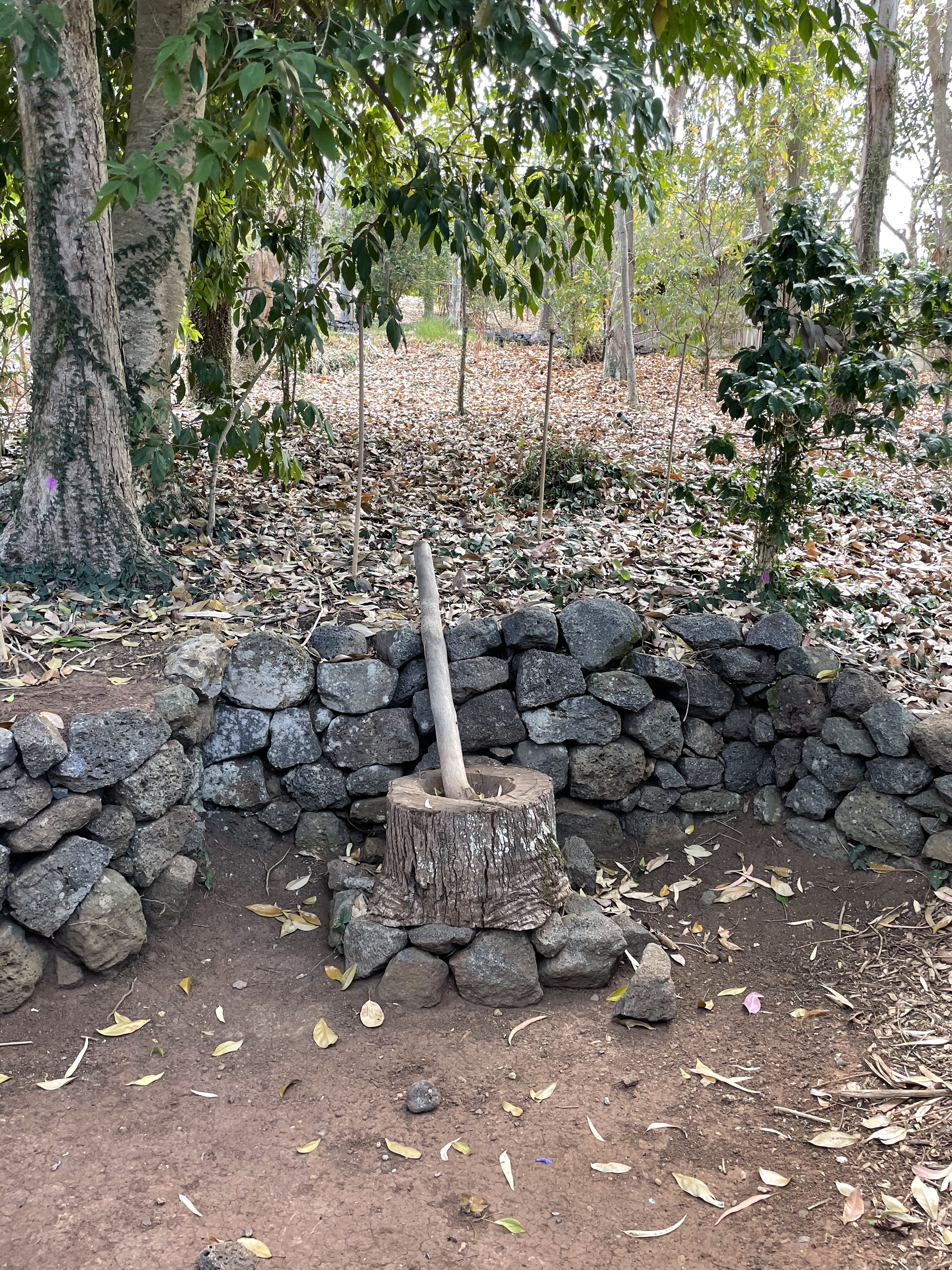
Pilon traditionnel utilisé pour la nourriture ou des soins à base de plantes

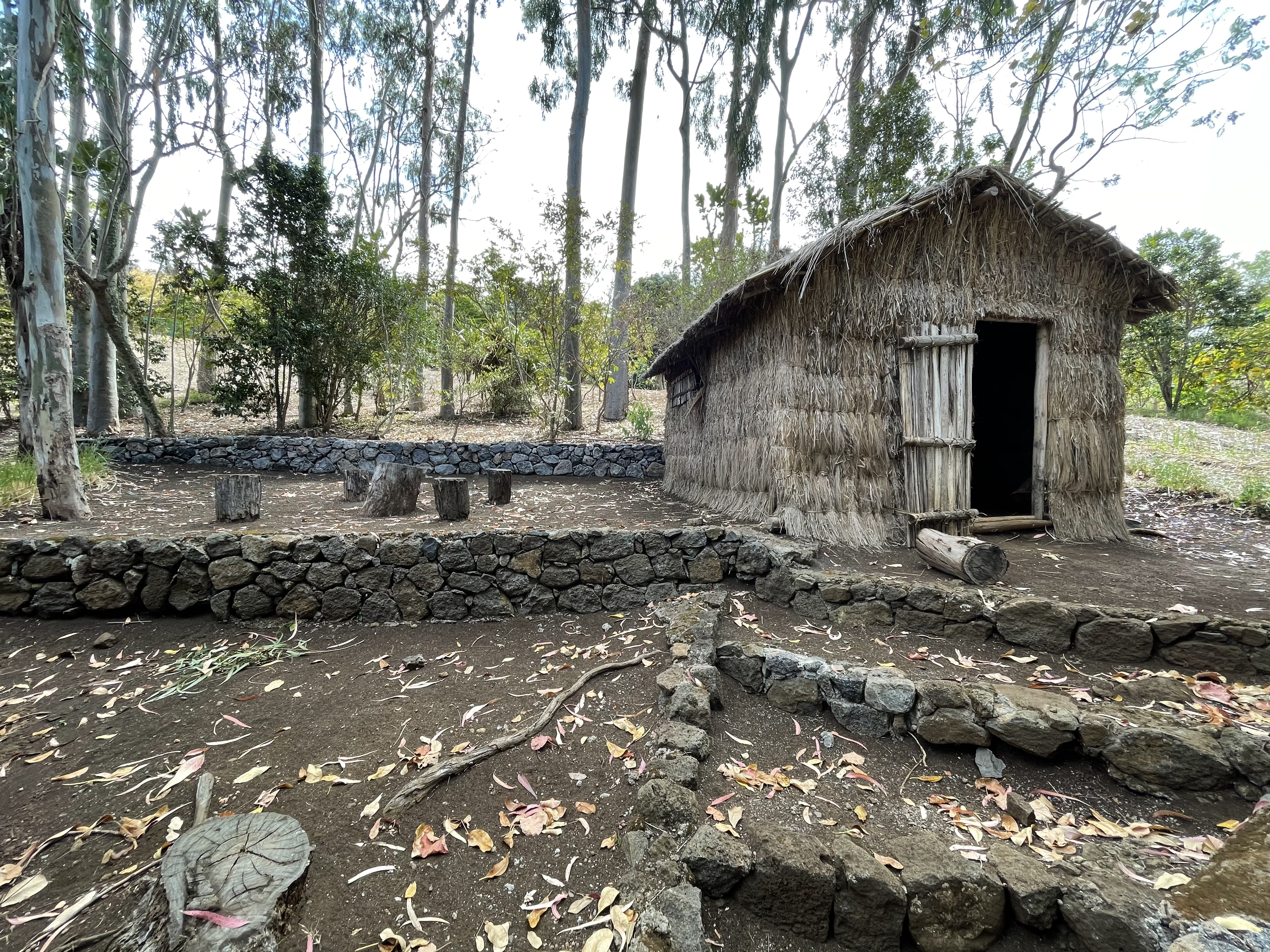
Un boucan traditionnel

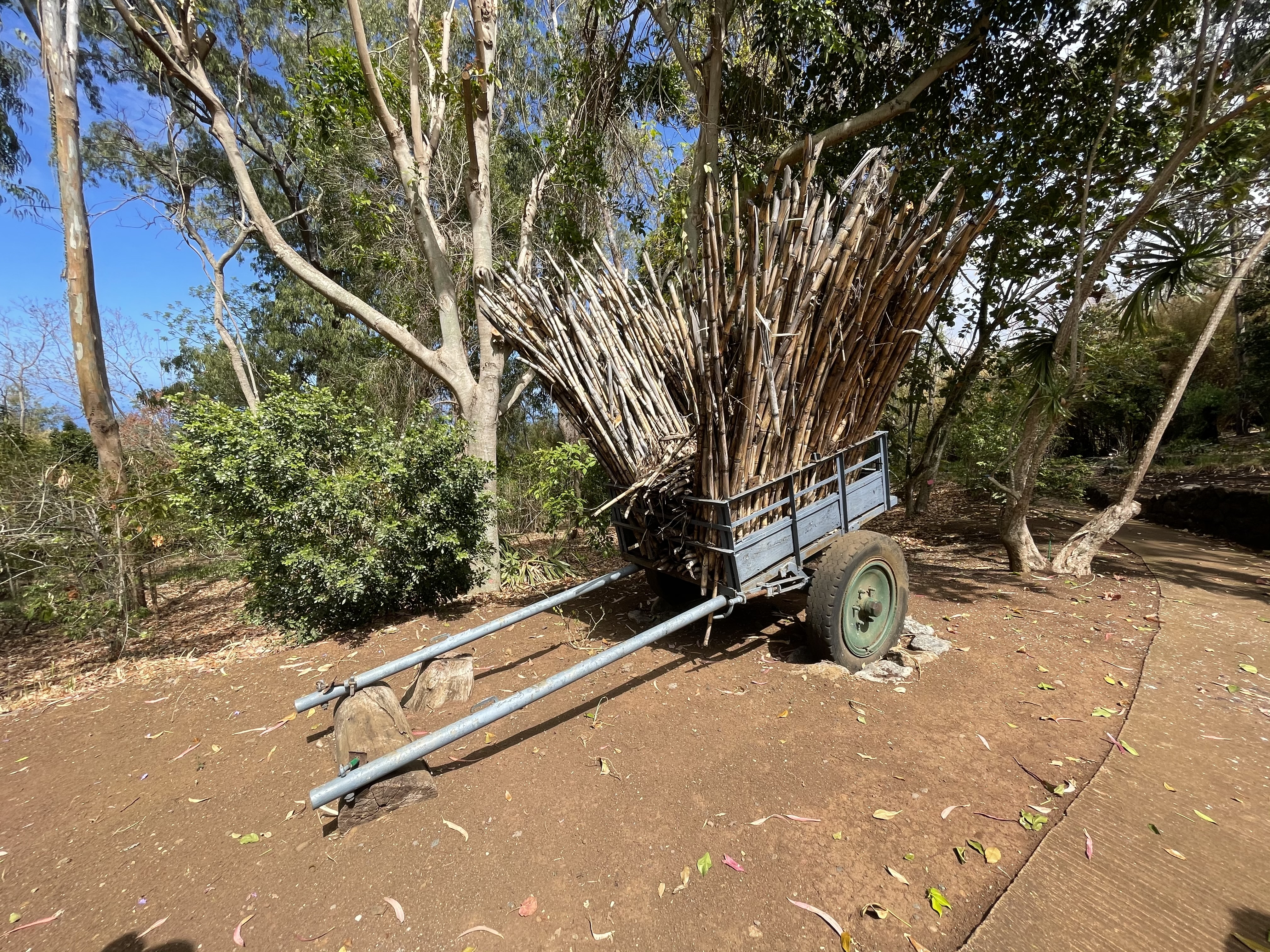
Une charrette de canne à sucre

- La collection Verger comprend sur une succession de terrasses, une cinquantaine de sortes de fruitiers comme par exemple le mangolo, qui sont plus ou moins oubliés aujourd'hui, ou au contraire, qui ont un fort potentiel économique actuel. La collection évoque le verger créole traditionnel avec des fruitiers tous exotiques introduits sur l'île par Pierre Poivre et Joseph Hubert.

- La collection Réunion présente ce qui devait être une forêt semi-sèche éteinte qui bordait la côte ouest la plus basse il y a plus de 400 ans avant l'arrivée de l'homme, constituée de plantes indigènes. Aujourd'hui, cette collection contient uniquement des espèces endémiques menacées de disparition.

- Dans la collection Succulentes, constituée principalement de plantes des continents américain et africain et de Madagascar : cactus, agaves, aloès, euphorbes, une seule espèce est endémique de la Réunion, le mazambron. Les succulentes sont installées sur un versant ensoleillé, sec et rocailleux.

- La collection Palmiers présente des espèces tropicales et subtropicales de diverses régions du monde comme le palmiste poison. Six espèces sont endémiques. L'accent est mis sur la variété des usages que l'homme peut faire d'une même plante comme faire des objets locaux, tels que des sacs en feuilles de palmiers ou encore des décorations (tableaux), il est également possible de faire de la cuisine (salade avocat cœur de palmier, cœurs de palmier rôtis à l'huile d'olive,...). Les palmiers cachent le bassin de rétention d'eau.

- La collection dite Orchidées et Fougères met en valeur la biodiversité tant à travers les feuilles que les fleurs de ces deux familles végétales, qui sont plusieurs milliers d'espèces et ont une forte capacité de disséminer (dites E.E.E.). Elle sensibilise les visiteurs à la fragilité de la flore indigène locale. Elle comprend par exemple l'orchidée coco.

Petit Glossaire : Exotique : Se dit d'une espèce introduite par l'homme.

## Expositions temporaires
- Chez les creuseurs de baobabs (01 décembre 2020 -31 janvier 2021) : photographies, carnet de voyage, peintures originales, tirage d'art, présentation du livre et du projet, rencontre avec les auteurs Cyrille Cornu et Griotte, film et ateliers [7].
- Rèv'Endormi, Marilou Mas, février 2021, autour des « endormis ».
- Éclosions, Géraldine Gabin, 2 mars-11 avril, dessins alliant portraits de femmes et graphisme végétal[8].

## Accueil du public
Au travers de visites guidées, il s'agit d'attirer la population locale et les touristes afin de les sensibiliser au patrimoine botanique et culturel de La Réunion.
Des animations pédagogiques et ludiques sont proposées pour le jeune public scolaire et hors temps scolaire. Des animations artistiques ont lieu également tels que des concerts, des stages de peinture ou de photographie.